# Paul Reaney
Paul Reaney (Londra, 22 ottobre 1944) è un ex calciatore inglese, di ruolo difensore.

## Palmarès

### Club

#### Competizioni nazionali
- Second Division: 1

Leeds Utd: 1963-1964
- Campionato inglese: 2

Leeds Utd: 1968-1969, 1973-1974
- Coppa d'Inghilterra: 1

Leeds Utd: 1971-1972
- Coppa di Lega inglese: 1

Leeds Utd: 1967-1968
- Community Shield: 1

Leeds Utd: 1969

#### Competizioni internazionali
- Coppa delle Fiere: 2

Leeds Utd: 1967-1968, 1970-1971